# Arrhenatherum elatius
L'avena altissima (Arrhenatherum elatius (L.) P.Beauv. ex J.Presl & C.Presl, 1819) è una pianta angiosperma monocotiledone appartenente alla famiglia delle Poacee (sottofamiglia Pooideae).

## Etimologia
Il nome generico (Arrhenatherum) deriva da due parole greche "arrhen" (= maschio) e "ather" (= setola, resta) e si riferisce al fiore maschile (della spighetta) terminante in una resta. L'epiteto specifico (elatius) indica un culmo molto alto.

## Descrizione

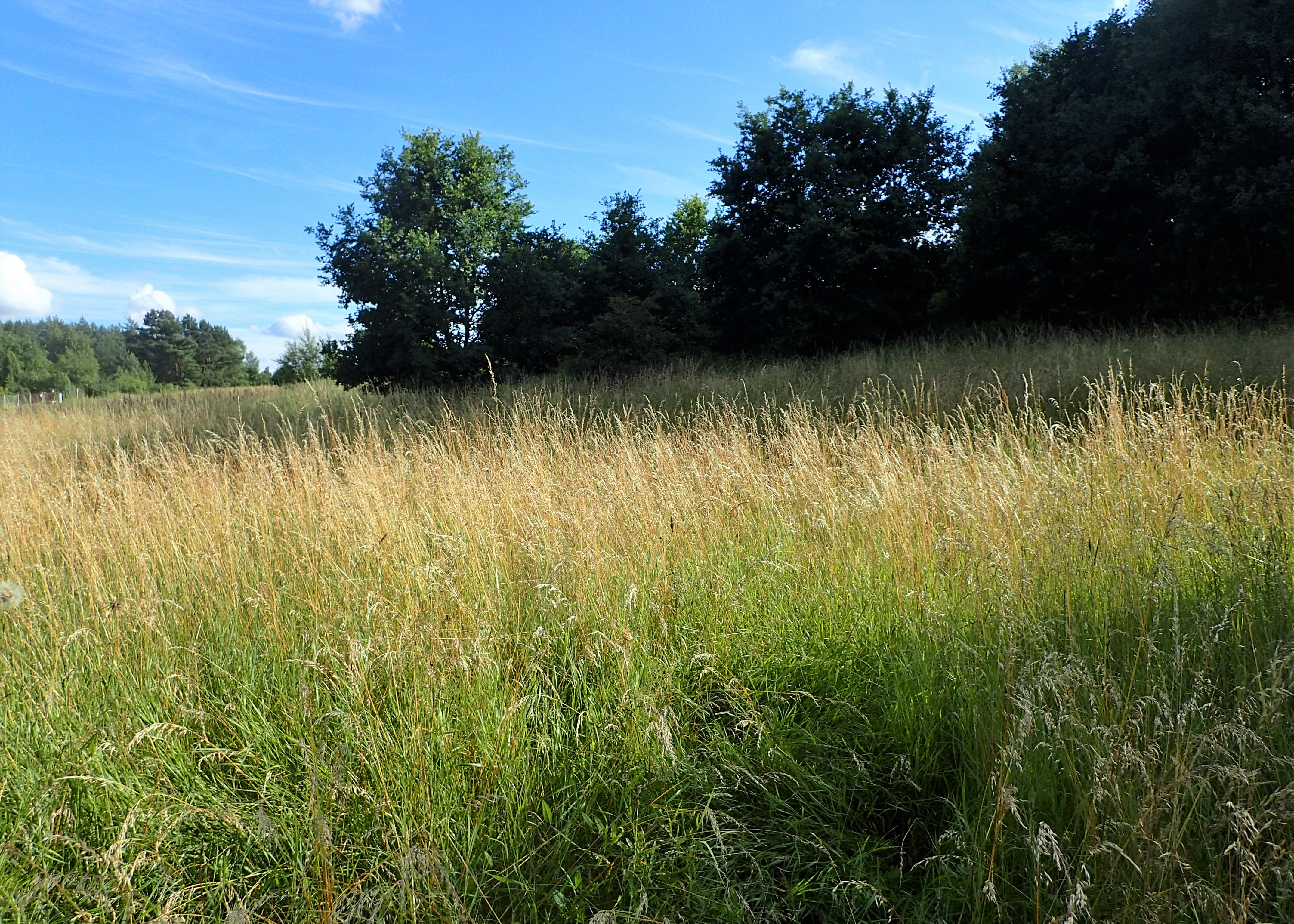
Il portamento

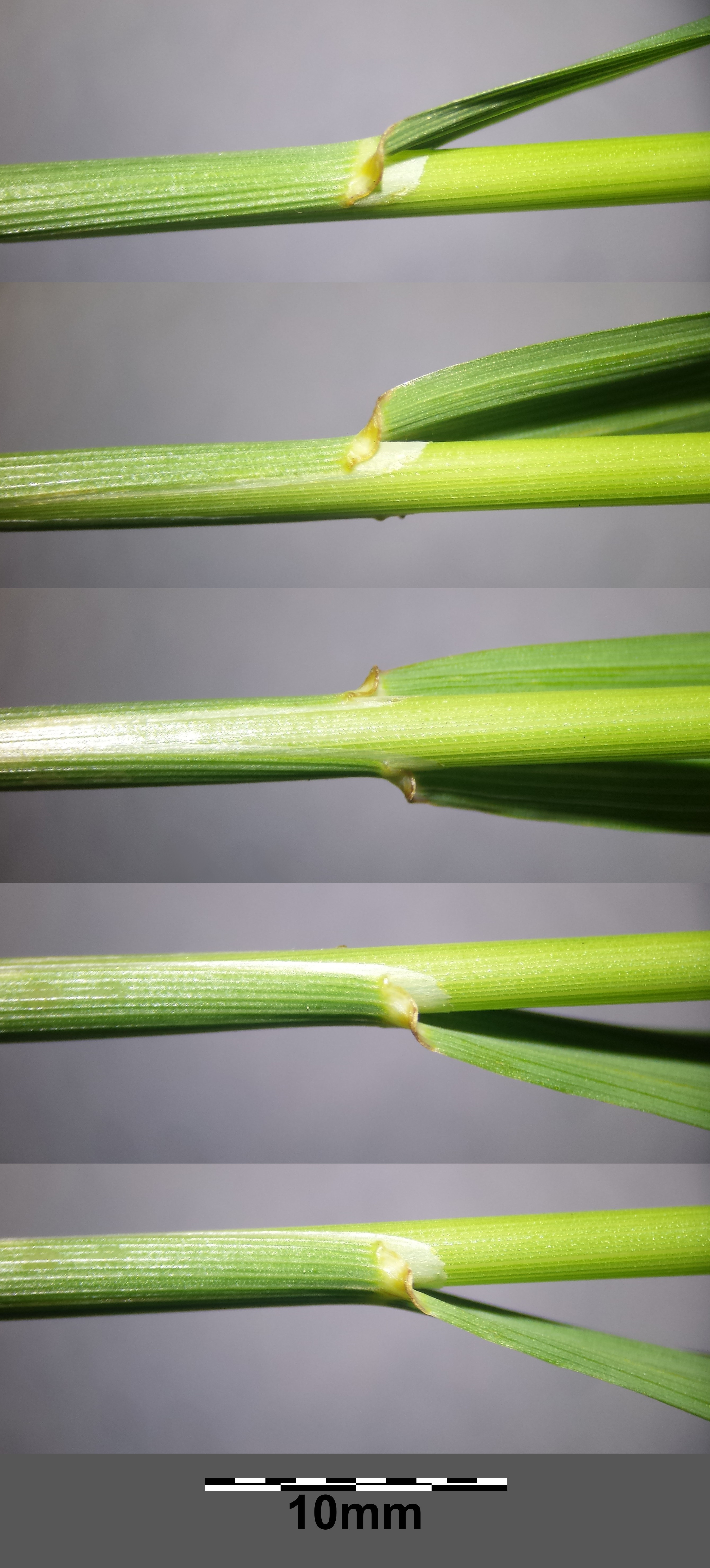
Le foglie

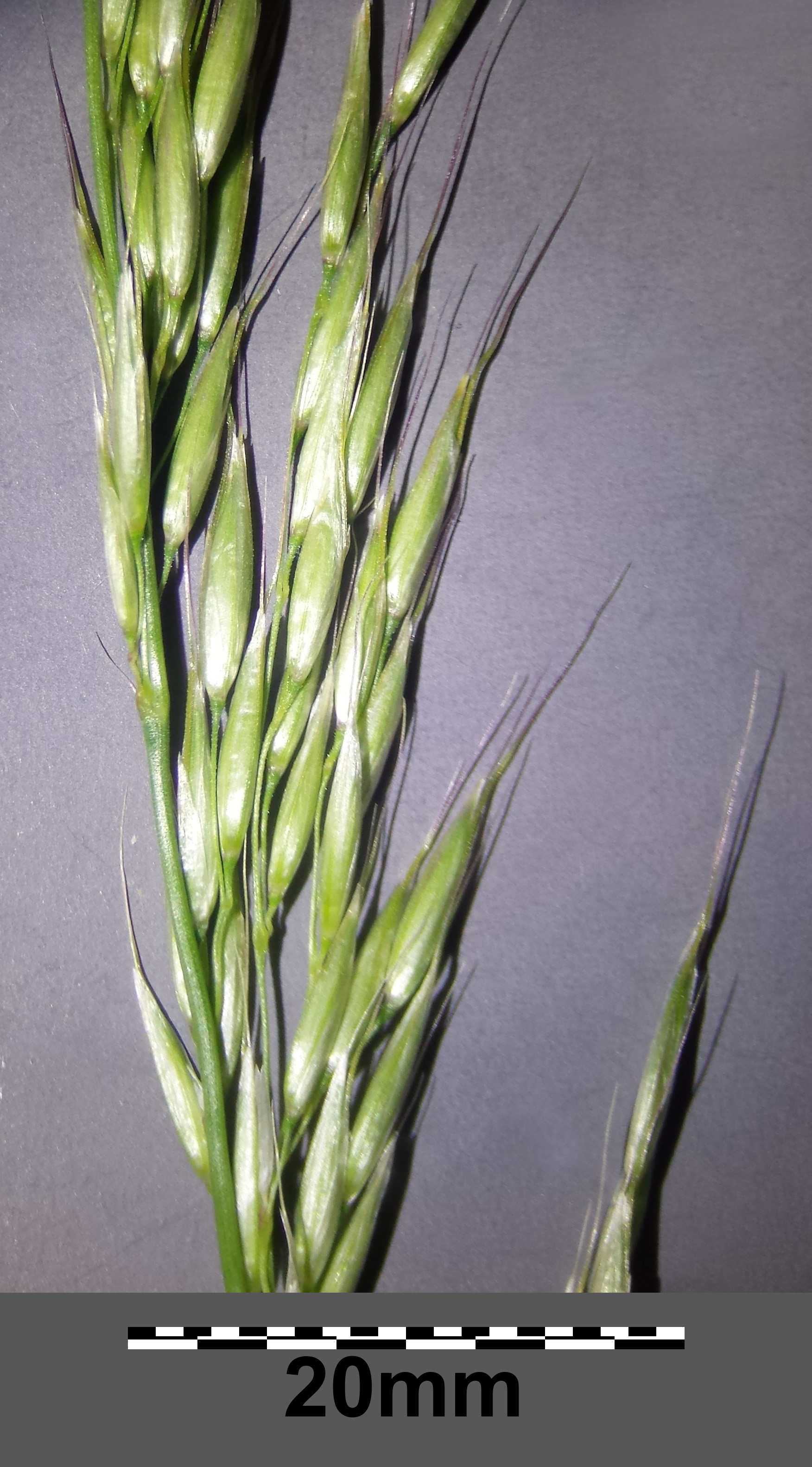
Infiorescenza

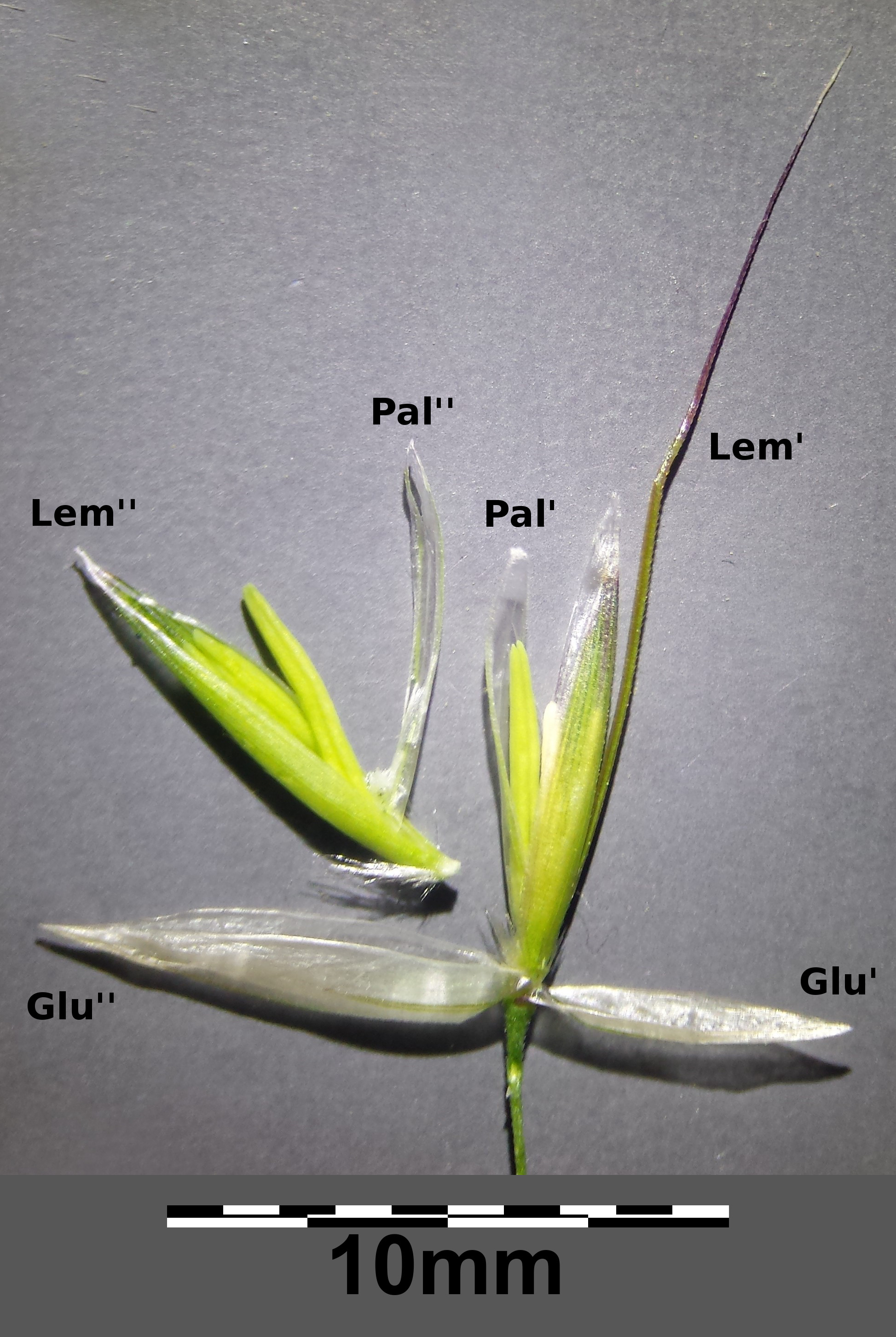
I fiori

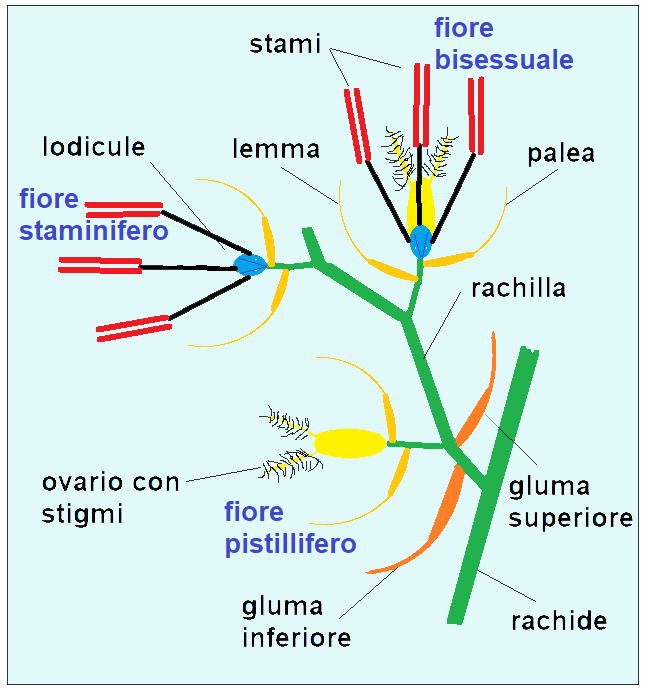
Spighetta generica con tre fiori diversi

Queste piante arrivano ad una altezza di 50 – 150 cm. La forma biologica è emicriptofita cespitosa (H caesp), sono piante erbacee, bienni o perenni, con gemme svernanti al livello del suolo e protette dalla lettiera o dalla neve e presentano ciuffi fitti di foglie che si dipartono dal suolo. Tutta la pianta è glabra o quasi; inoltre in queste piante non sono presenti i micropeli.

### Radici
Le radici sono fascicolate.

### Fusto
- Parte ipogea: la parte sotterranea consiste in un rizoma ramoso, a volte brevemente stolonifero.
- Parte epigea: la parte aerea del fusto è un culmo ascendente e robusto. La sezione è cava e più o meno rotonda. Lungo il culmo sono presenti 4 - 5 nodi.

### Foglie
Le foglie lungo il culmo sono disposte in modo alterno, sono distiche e si originano dai vari nodi. Sono composte da una guaina, una ligula e una lamina. Le venature sono parallelinervie. Non sono presenti i pseudopiccioli e, nell'epidermide delle foglie, le papille. 
- Guaina: la guaina è abbracciante il fusto e in genere è priva di auricole ed è glabra.
- Ligula: la ligula, corta, in genere con apice troncato, può essere membranosa e pelosa. Lunghezza: 1,5 mm.
- Lamina: la lamina ha delle forme lineari e piatte con apice acuminato; la superficie è scabrosa e/o liscia. Dimensione della lamina: larghezza 5 – 8 mm; lunghezza 14 – 30 cm.

### Infiorescenza
Infiorescenza principale (sinfiorescenza o semplicemente spiga): le infiorescenze, di tipo racemoso terminale (un racemo per infiorescenza), hanno la forma di una ampia e ricca pannocchia piramidale formata da diverse spighette biflore più o meno erette. La fillotassi dell'inflorescenza inizialmente è a due livelli (o a due ranghi), anche se le successive ramificazioni la fanno apparire a spirale. Il rachide è flessibile con margini pubescenti. Il colore è verdastro o violaceo. Lunghezza della spiga: 10 – 25 cm.

### Spighetta
Infiorescenza secondaria (o spighetta): le spighette, compresse lateralmente con forme da ellittiche a oblunghe, sottese da due brattee distiche e strettamente sovrapposte chiamate glume (inferiore e superiore), sono formate da due fiori. Alla base di ogni fiore sono presenti due brattee: la palea e il lemma. La disarticolazione in genere avviene con la rottura della rachilla sotto ogni fiore. I fiori inferiori sono maschili; quelli superiori sono ermafroditi. Lunghezza delle spighette: 8 – 10 mm.
- Glume: le glume, persistenti, più piccole dei fiori e con forme lanceolate e apice acuto, sono subuguali. Dimensioni: 5 mm di lunghezza quella inferiore e bidentata; 8 – 9 mm quella superiore, carenata e bifida.
- Palea: la palea è un profillo lanceolato con alcune venature e margini cigliati.
- Lemma: la forma è oblunga-lanceolata; il dorso del lemma dei fiori maschili è provvisto (alla base) di una resta; la resta, lunga 15 – 20 mm, è contorta e ginocchiata. I fiori superiori (ermafroditi) hanno una resta breve (lunghezza 2 – 3 mm). Il lemma, senza resta, è lungo 8 mm.

### Fiore
I fiori fertili sono attinomorfi formati da 3 verticilli: perianzio ridotto, androceo e gineceo.
- Formula fiorale:[8]

*, P 2, A (1-)3(-6), G (2–3) supero, cariosside.
- Il perianzio è ridotto e formato da due lodicule, delle squame traslucide, poco visibili (forse relitto di un verticillo di 3 sepali). Le lodicule sono membranose e non vascolarizzate.
- L'androceo è composto da 3 stami ognuno con un breve filamento libero, una antera sagittata e due teche. Le antere (lunghe 4 – 5 mm) sono basifisse con deiscenza da una fessura laterale longitudinale. Il polline è monoporato.
- Il gineceo è composto da 3-(2) carpelli connati formanti un ovario supero. L'ovario, pubescente all'apice, ha un solo loculo con un solo ovulo subapicale (o quasi basale). L'ovulo è anfitropo e semianatropo e tenuinucellato o crassinucellato. Lo stilo è breve con due stigmi papillosi e distinti.
- Fioritura: da maggio a luglio.

### Frutti
I frutti sono delle cariossidi, ossia piccoli chicchi indeiscenti, con forme ovoidali, nei quali il pericarpo è formato da una sottile parete che circonda il singolo seme. In particolare il pericarpo è fuso al seme ed è aderente. L'endocarpo non è indurito e l'ilo è lungo e lineare. L'embrione è provvisto di epiblasto; ha inoltre un solo cotiledone altamente modificato (scutello senza fessura) in posizione laterale. I margini embrionali della foglia non si sovrappongono. A volte l'endosperma è liquido.

## Biologia
Come gran parte delle Poaceae, le specie di questo genere si riproducono per impollinazione anemogama. Gli stigmi più o meno piumosi sono una caratteristica importante per catturare meglio il polline aereo. 
La dispersione dei semi avviene inizialmente a opera del vento (dispersione anemocora) e una volta giunti a terra grazie all'azione di insetti come le formiche (mirmecoria). In particolare i frutti di queste erbe possono sopravvivere al passaggio attraverso le budella dei mammiferi e possono essere trovati a germogliare nello sterco.
Le cellule epidermiche della punta delle radici di questa pianta producono saponine triterpeniche (avenacine). L'avenacina è resistente all'agente patogeno fungino Gaeumannomyces graminis var. tritici.

## Distribuzione e habitat

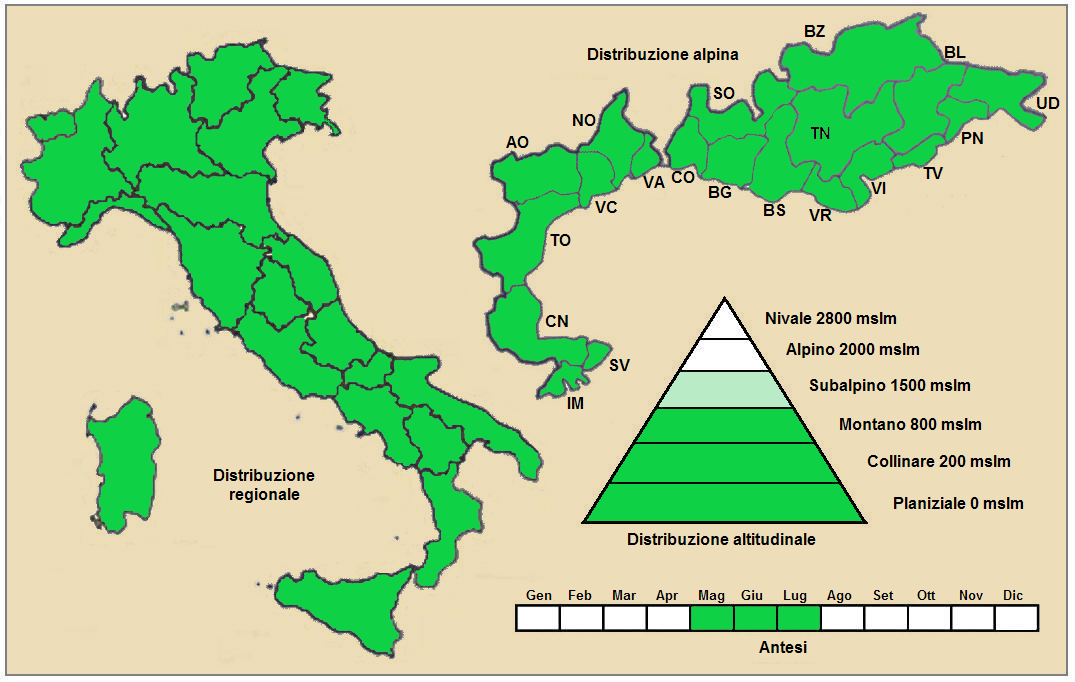
Distribuzione della pianta
(Distribuzione regionale – Distribuzione alpina)

- Geoelemento: il tipo corologico (area di origine) è Paleotemperato ossia Europeo / Ovest-Asiatico.
- Distribuzione: in Italia è una specie comune (un po' meno al Centro e Sud). Nell'areale alpino è presente ovunque. Sugli altri rilievi europei collegati alle Alpi si trova nella Foresta Nera, Vosgi, Massiccio del Giura, Massiccio Centrale, Pirenei, Monti Balcani e Carpazi.[19]
- Habitat: gli habitat tipici per questa pianta sono i prati stabili, le siepi e i cespugli. Il substrato preferito è calcareo, ma anche siliceo con pH neutro, alti valori nutrizionali del terreno che deve essere mediamente umido.[19]
- Distribuzione altitudinale: sui rilievi queste piante si possono trovare fino a 1.800 m s.l.m. (raramente fino 2.500 m s.l.m.); nelle Alpi frequentano quindi i seguenti piani vegetazionali: collinare, montano e in parte quello subalpino (oltre a quello planiziale – a livello del mare).

### Fitosociologia

#### Areale alpino
Dal punto di vista fitosociologico alpino la presente specie appartiene alla seguente comunità vegetale:
- Formazione: comunità delle macro- e megaforbie terrestri

- Classe: Molinio-Arrhenatheretea Tüxen, 1937

- Ordine: Arrhenatheretalia elatioris Tüxen, 1931

- Alleanza: Arrhenatherion elatioris Koch, 1926

#### Areale italiano
Per l'areale completo italiano la specie in oggetto appartiene alla seguente comunità vegetale:
- Macrotipologia: vegetazione delle praterie.

- Classe: Molinio-Arrhenatheretea Tüxen, 1937

- Ordine: Arrhenatheretalia elatioris Tüxen, 1931

- Alleanza: Arrhenatherion elatioris Koch, 1926

Descrizione: l'alleanza Arrhenatherion elatioris fa riferimento a prati regolarmente falciati, almeno due volte l'anno (il loro abbandono conduce, spesso anche rapidamente, a fasi di incespugliamento), e concimati in modo non intensivo, su suoli relativamente profondi. Si tratta di comunità floristicamente ricche che sono distribuite dal fondovalle (alta pianura) ai 1000 m (1500 m sui pendii soleggiati). L'alleanza Arrhenatherion elatioris è distribuita in Italia settentrionale, nell'Europa centrale atlantica e nelle aree alpine e caucasiche.
Altre alleanze per questa specie sono:
- Trifolion medii
- Ranunculo neapolitani-Arrhentatherion elatioris
- Balloto nigrae-Robinion
- Salvio-Dactylion

## Tassonomia
La famiglia delle Poacee comprende circa 800 generi e oltre 9.000 specie. È una delle famiglie più numerose e più importanti del gruppo delle monocotiledoni. La famiglia è suddivisa in 12 sottofamiglie, il genere Arrhenatherum fa parte della sottofamiglia Pooideae, tribù Poeae, sottotribù Aveninae.
Il basionimo per questa specie è: Avena elatior L, 1753.

### Filogenesi
La sottotribù Aveninae fa parte della tribù Aveneae Dumort., 1824 e quindi della supertribù Poodae L. Liu, 1980. All'interno della tribù, la sottotribù Aveninae appartiene al gruppo con le sequenze dei plastidi di tipo "Aveneae" (definito "Poeae chloroplast groups 1" o anche "Plastid Group 1 (Aveneae-type)").
All'interno delle Aveninae si individuano due subcladi. Arrhenatherum si trova nel primo clade insieme ai generi Avena e Helictotrichon. La posizione del genere Arrhenatherum è controversa in quanto alcuni botanici sostengono che è un segregato del genere Helictotrichon; altri lo risolvono come monofiletico.
Le seguenti sono sinapomorfie relative a tutta la sottofamiglie (Pooideae):
- la fillotassi dell'inflorescenza inizialmente è a due livelli;
- le spighette sono compresse lateralmente;
- i margini embrionali della foglia non si sovrappongono;
- l'embrione è privo della fessura scutellare.

Per il genere Arrhenatherum è stata individuata la seguente sinapomorfia: l'ilo si presenta lungamente lineare.
Il numero cromosomico di A. elatius è: 2n = 14, 28 e 42.

### Sottospecie
Per questa specie sono riconosciute valide le seguenti sottospecie:

#### subsp.bulbosum
- Nome scientifico: Arrhenatherum elatius subsp. bulbosum (Willd.) Schübl. & G.Martens, 1834
- Descrizione: la base delle piante è ingrossata e formano alcuni piccoli bulbi.
- Distribuzione: centro Italia e Sicilia[19], Europa mediterranea, Anatolia, Transcaucasia e Magreb.

#### subsp.elatius
- Nome scientifico: Arrhenatherum elatius subsp. elatius
- Descrizione: il lemma del fiore inferiore è glabro, quello del fiore superiore può essere pubescente.
- Distribuzione: è la stirpe più comune e si trova ovunque nella Penisola italiana (soprattutto nel Settentrione), si trova in tutta l'Europa, Anatolia, Transcaucasia, Asia mediterranea e Magreb.

#### subsp.sardoum
- Nome scientifico: Arrhenatherum elatius subsp. sardoum (Em.Schmid) Gamisans, 1974
- Descrizione: il lemma è peloso fino alla metà superiore o più.
- Distribuzione: Sardegna, Corsica, Pirenei e Magreb.

#### Altre sottospecie
Nell'areale europeo e mediterraneo sono presenti altre due sottospecie (non riconosciute da alcune checklist):
- Arrhenatherum baeticum (Romero Zarco) Brullo, Miniss. & Spamp., 1985 - Distribuzione: Penisola Iberica e Magreb.
- Arrhenatherum elatius subsp. nebrodense (Brullo, Miniss. & Spamp.) Giardina & Raimondo, 2007 - Distribuzione: Sicilia.

### Sinonimi
Questa entità ha avuto nel tempo diverse nomenclature. L'elenco seguente indica alcuni tra i sinonimi più frequenti:
- Avena elata Salisb.
- Avena elatior L.
- Avenastrum elatius (L.) Jess.
- Holcus avenaceus Scop.
- Holcus elatior (L.) Scop.

#### Sinonimi della subsp.elatius
- Arrhenatherum almijarense Gand.
- Arrhenatherum americanum P.Beauv.
- Arrhenatherum asperum Opiz
- Arrhenatherum avenaceum var. nodosum Rchb.
- Arrhenatherum biaristatum Peterm.
- Arrhenatherum cechicum Opiz
- Arrhenatherum elatius subsp. baeticum Romero Zarco
- Arrhenatherum elatius f. biflorum (Schur) Buia
- Arrhenatherum elatius subsp. braun-blanquetii P.Monts. & L.Villar
- Arrhenatherum elatius var. nodosum (Rchb.) F.T.Hubb.
- Arrhenatherum elatius f. pauciflorum (Baen.) Buia
- Arrhenatherum elatius f. petermannii Soó
- Arrhenatherum elatius var. subhirsutum (Asch.) Buia
- Arrhenatherum elatius f. submuticum (Gray) Soó
- Arrhenatherum elatius f. versicolor (Schur) Buia
- Arrhenatherum elatius var. versicolor Schur
- Arrhenatherum elatius f. zapalowiczii Soó
- Arrhenatherum exserens Opiz
- Arrhenatherum murcicum Sennen
- Arrhenatherum nebrodense Brullo, Miniss. & Spamp.
- Arrhenatherum precatorium (Thuill.) P.Beauv.
- Arrhenatherum rivulare Opiz
- Arrhenatherum rupestre (Dumort.) B.D.Jacks.
- Arrhenatherum tuberosum subsp. baeticum (Romero Zarco) Rivas Mart., Fern.Gonz. & Sánchez Mata
- Arrhenatherum zavadilianum Opiz
- Avena altissima Herb. ex St.-Yves
- Avena hispanica Lange
- Avena nodosa J.Walker
- Avena precatoria Thuill.
- Hordeum avenaceum Steud.

#### Sinonimi della subsp.bulbosum
- Arrhenatherum bulbosum (Willd.) C.Presl
- Arrhenatherum bulbosum var. variegatum  Hitchc.
- Arrhenatherum elatius f. bulbosum  (Willd.) T.Koyama
- Arrhenatherum elatius var. bulbosum  (Willd.) Spenn.
- Arrhenatherum elatius f. striatum  F.T.Hubb.
- Avena bulbosa  Willd.
- Avena tuberosa  Gilib.
- Holcus bulbosus  (Willd.) Schrad.

#### Sinonimi della subsp.sardoum
- Arrhenatherum sardoum (Em.Schmid) Brullo, Miniss. & Spamp.

## Uso
È una pianta foraggera di produttività media.